# Kreodanthus loxoglottis
Kreodanthus loxoglottis är en orkidéart som först beskrevs av Heinrich Gustav Reichenbach, och fick sitt nu gällande namn av Leslie Andrew Garay. Kreodanthus loxoglottis ingår i släktet Kreodanthus och familjen orkidéer.
Artens utbredningsområde är Guatemala. Inga underarter finns listade i Catalogue of Life.

## Bildgalleri

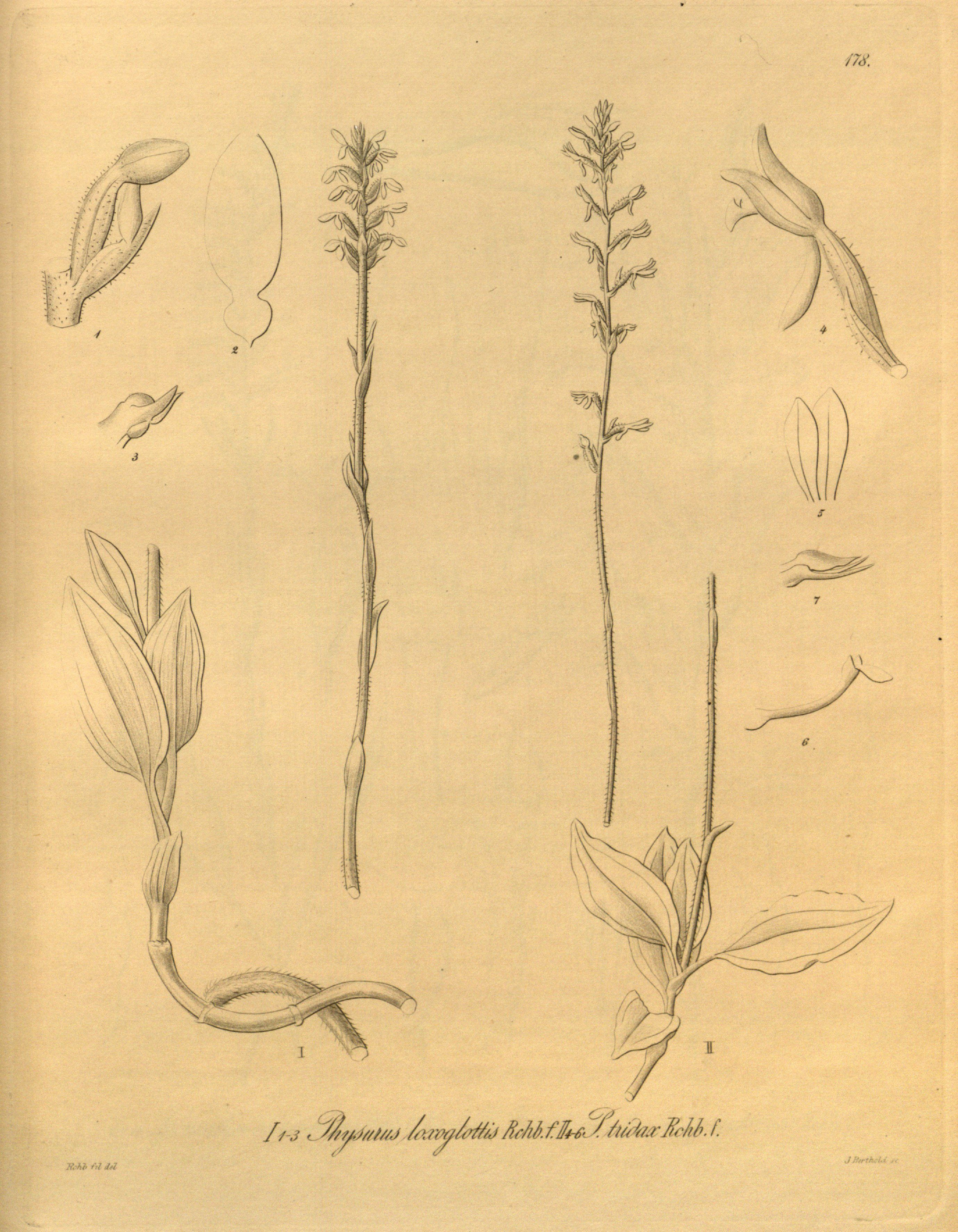